# Parc naturel de Redes
Le parc naturel de Redes (Parque natural de Redes, en espagnol) est un espace protégé situé dans la communauté autonome des Asturies, en Espagne. Il a été créé le 27 décembre 1996 (loi 8/1996).
Le parc est également une réserve de biosphère, reconnue par l'Unesco depuis 2001.

## Statuts
Le parc dispose de différents statuts de protection :
- Parc naturel ;
- Réserve de biosphère ;
- Lieu d'importance communautaire de Redes ;
- Zone de protection spéciale pour les oiseaux (Grotte de Deboyo).